# Monument de la Résistance du Champsaur-Valgaudemar
Le monument de la Résistance du Champsaur-Valgaudemar, situé sur le territoire de la commune de Laye, dans le département des Hautes-Alpes est un monument de la Seconde Guerre mondiale. Il a été érigé à la mémoire des morts et disparus des maquis du Champsaur et du Valgaudemar.

## Historique
Le 17 juillet 1944, un groupe de maquisards venu de Molines-en-Champsaur tendit une embuscade à un convoi allemand qui se dirigeait vers le col Bayard. Des tirs prématurés au passage du convoi allemand réduisirent à néant l'effet de surprise escompté. Le combat s'engagea vers 15 heures. Des renforts allemands arrivèrent et les maquisards doivent décrocher rapidement. Encerclés, certains furent abattus autour du village. Les combats durèrent jusqu'à la tombée de la nuit faisant 4 morts parmi les résistants. En représailles, la quasi-totalité du village de Laye fut incendié sous les yeux des habitants tenus en joue par les mitraillettes allemandes.
Le 20 août 1944, le plateau de Bayard fut une nouvelle fois le théâtre d'affrontement entre la Résistance et l'armée allemande.

## Caractéristiques du monument
Le monument a été bâti sur les vestiges de la tour du château de Laye-en-Champsaur qui a été le théâtre d'un combat le 17 juillet 1944. Il est entouré de bornes rappelant le nom de toutes les communes du Champsaur et du Valgaudemar et sa position dominante offre un panorama sur la vallée du Champsaur.

## Discours prononcé lors de son inauguration le 20 juillet 1947
Aux Héros résistants du Champsaur et du Valgaudemar et à ses morts et disparus
« A l'heure suprême, ils ont levé les yeux vers les montagnes, ceux dont les noms sont gravés sur cet obélisque, comme Paul Héraud, le Chef sans peur ni reproche, a levé les siens, à sa dernière minute.

Les Hautes Vallées avaient abrité leurs espoirs, leurs ferveurs concentrées, leur permettant de forger leurs armes, leur offrant l'abri de leurs rocs et de leurs forêts, l'eau et le chant de leurs torrents, la chaude et courageuse hospitalité des montagnards.

Ces morts, ces disparus ont escaladé les durs surplombs qui mènent aux crêtes bleues de l'éternité. Ils y ont retrouvé leurs ainés, leurs frères, et leurs camarades, délivrés à jamais des fatigues de la terre, peuvent parcourir les glaciers et les abîmes, contempler le chemin parcouru avec cette sagesse qui ne nous appartient pas encore, à nous, qui sommes redevenus les hommes des vallées, et qui, après être montés, avons dû redescendre, happés par le tourbillon de la vie qui maintenant ne nous donne plus que des intrigues, des déceptions, des erreurs, à nous qui, comme eux, avions espéré en des "matins qui chantent".
Pourtant la voix de ces disparus n'est muette que pour ceux qui ne veulent pas l'entendre. Elle ne murmure pas; elle clame. Elle ne supplie pas; elle ordonne. Elle nous dit qu'il est impossible que nous ayons lutté et espéré en vain à une époque où la lutte et l'espoir n'avaient qu'un visage, le patriotisme, qu'une forme, la Résistance, qu'un but. Et ce but demeure le même :
Faire de la France UNE SEULE FRANCE. »

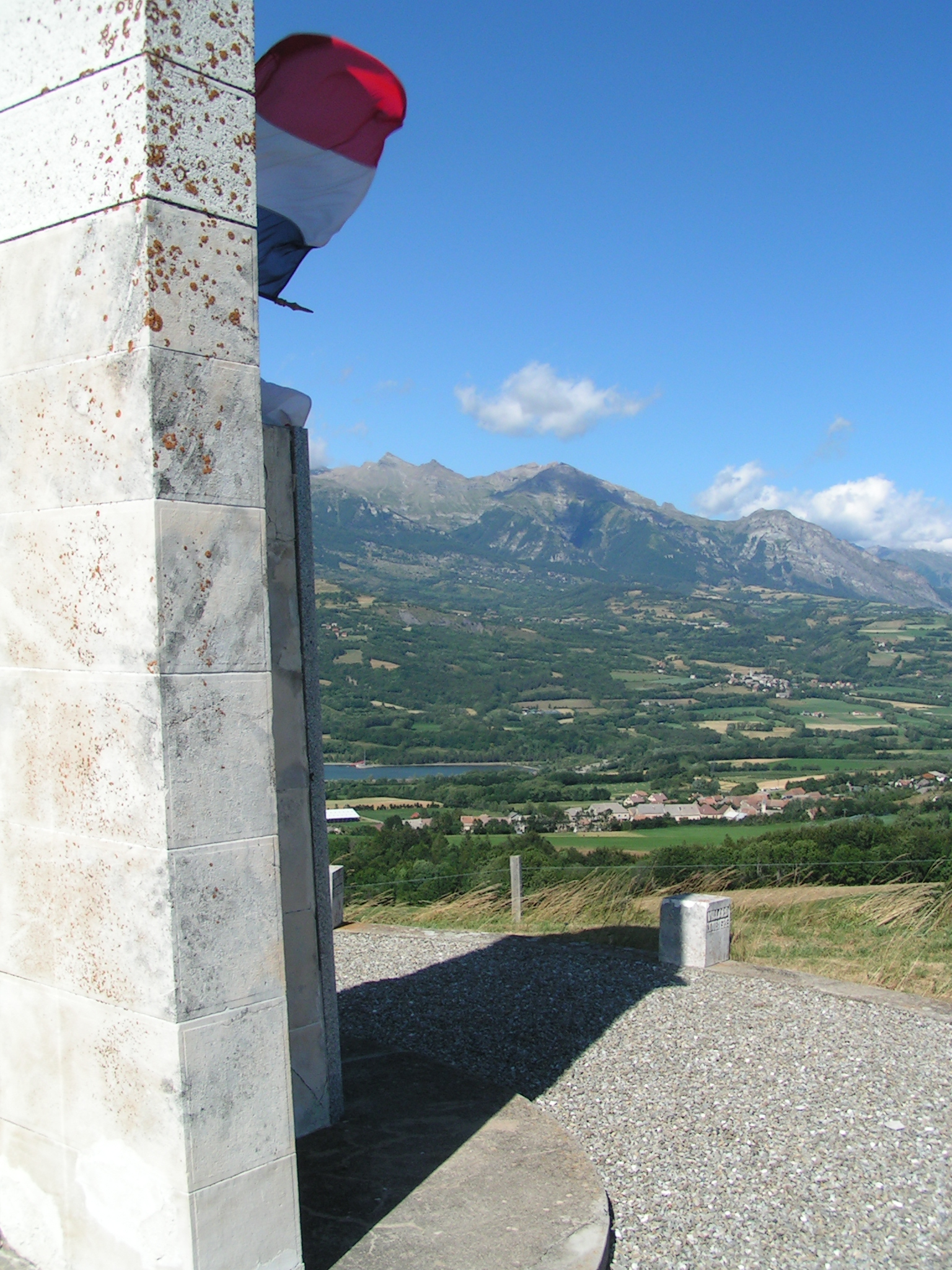
Vue panoramique sur la vallée du Champsaur
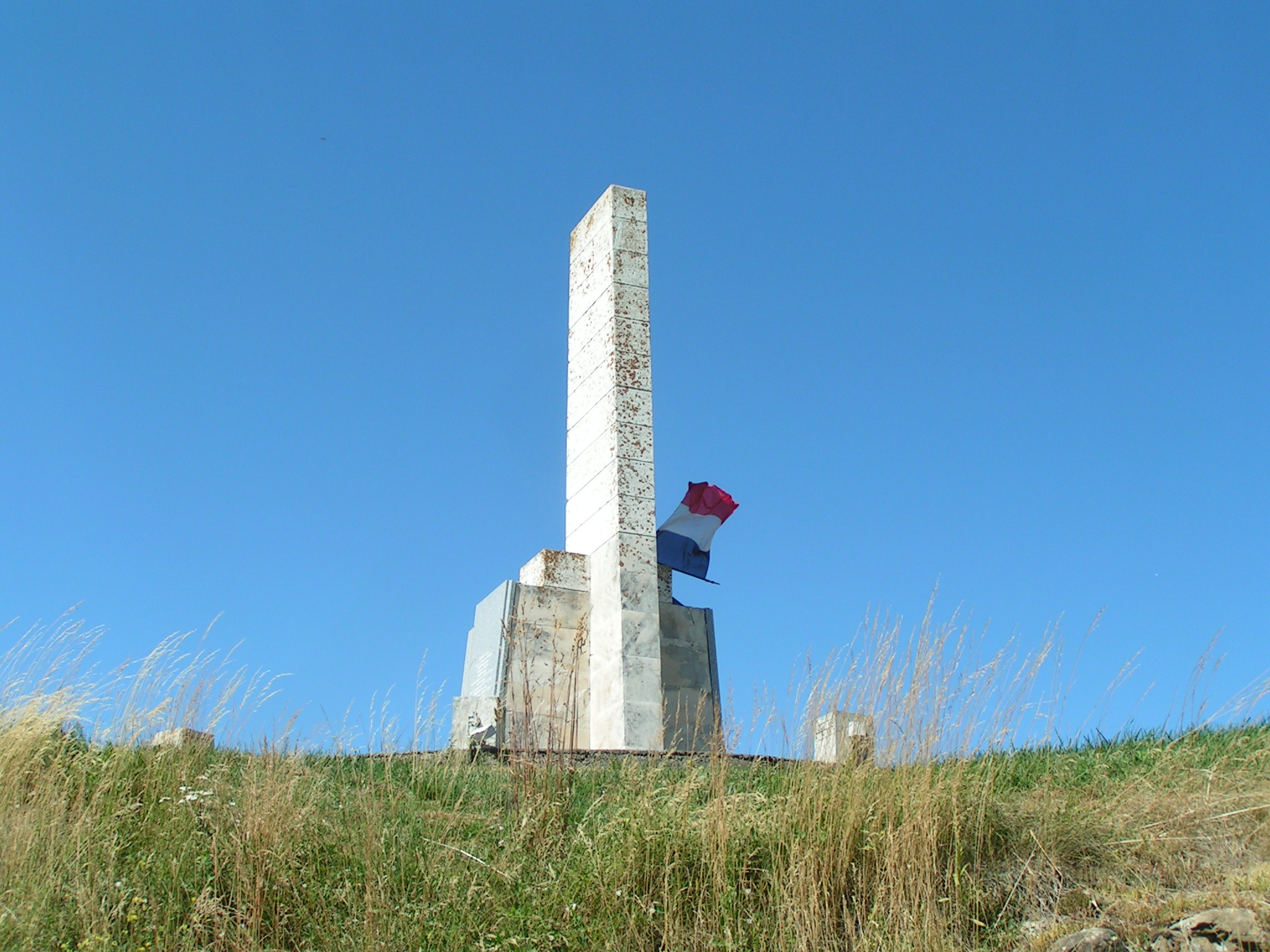
Monument de la Résistance du Champsaur-Valgaudemar
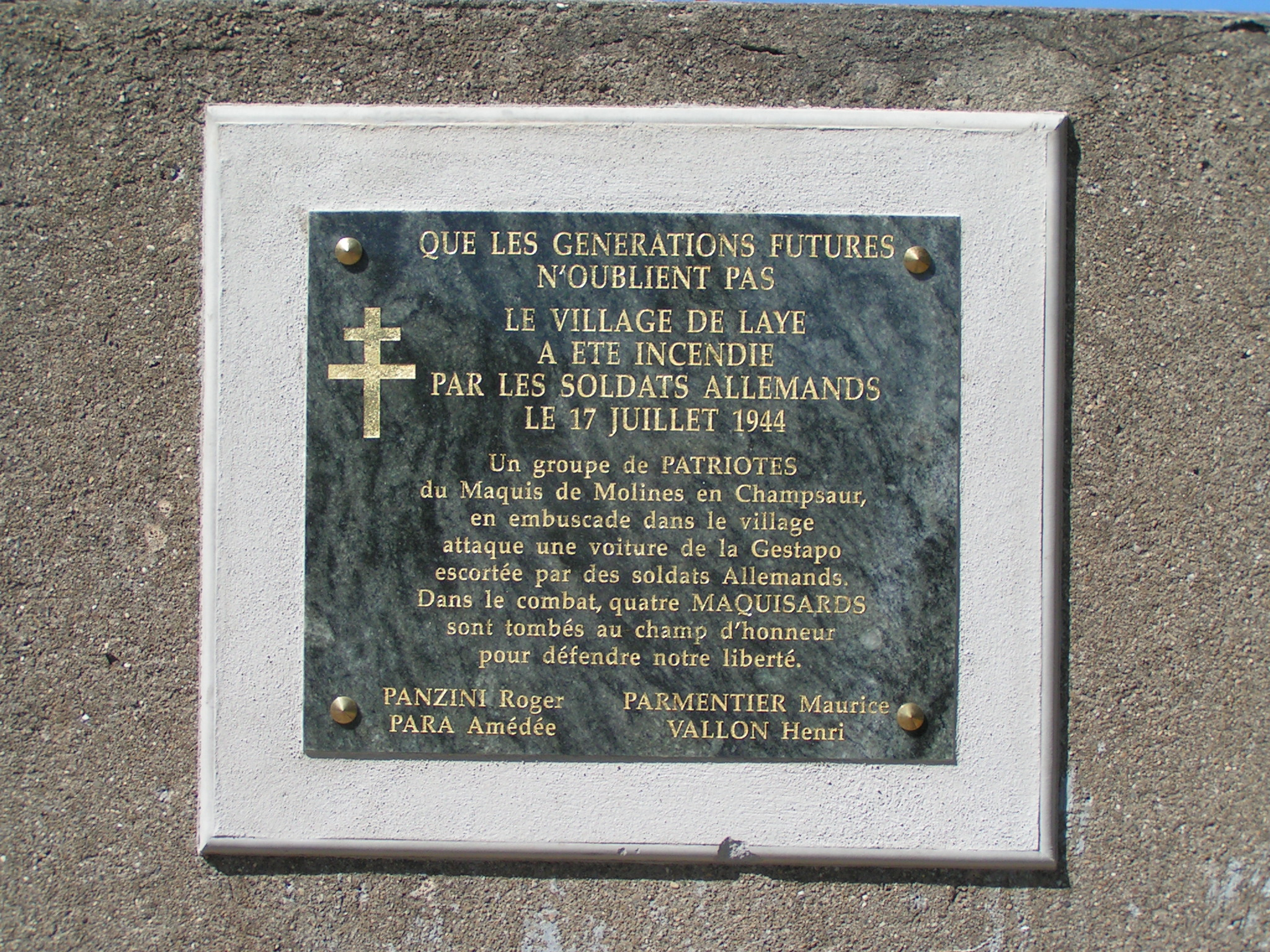
Plaque commémorative en hommage aux quatre résistants tués le 17 juillet 1944